# ラッセル・ウィリアムズ2世
ラッセル・ウィリアムズ2世（Russell Williams II, 1952年10月14日 - ）は、アメリカ合衆国のプロダクション・サウンド・ミキサー。また、アメリカン大学コミュニケーション学部の教授である。1976年から50本以上の映画に携わり、アカデミー賞録音賞を2度受賞した。ウィリアムズはアカデミー賞を2度受賞した初のアフリカ系アメリカ人である。

## 主なフィルモグラフィ
- フィールド・オブ・ドリームス Field of Dreams (1989)
- グローリー Glory (1989)
- ダンス・ウィズ・ウルブズ Dances with Wolves (1990)
- トレーニング デイ Training Day (2001)

## 受賞とノミネート
| 賞               | 年   | 部門   | 作品名                   | 結果       |
| ---------------- | ---- | ------ | ------------------------ | ---------- |
| アカデミー賞     | 1989 | 録音賞 | グローリー               | 受賞       |
| アカデミー賞     | 1990 | 録音賞 | ダンス・ウィズ・ウルブズ | 受賞       |
| 英国アカデミー賞 | 1991 | 音響賞 | ダンス・ウィズ・ウルブズ | ノミネート |